# Dommartin-sur-Vraine
Dommartin-sur-Vraine és un municipi francès, situat al departament dels Vosges i a la regió del Gran Est. L'any 2020 tenia 295 habitants. És regat pel Vraine, un afluent del Vair a la conca del Mosa. El primer esment escrit, Donmartin, data del 1168.

## Demografia
El 2007 Dommartin-sur-Vraine tenia 326 habitants. El 2007 hi havia 103 habitatges, 92 habitatges principals, dues segones residències i nou desocupats.

## Economia
El 2007 la població en edat de treballar era de 147 persones, 115 eren actives i 32 eren inactives.
El 2007, hi havia dues d'empreses de fabricació d'altres productes industrials, una entitat de l'administració pública i una empresa de serveis. L'any 2000 a Dommartin-sur-Vraine hi havia 6 explotacions agrícoles.